# Anadara transversa

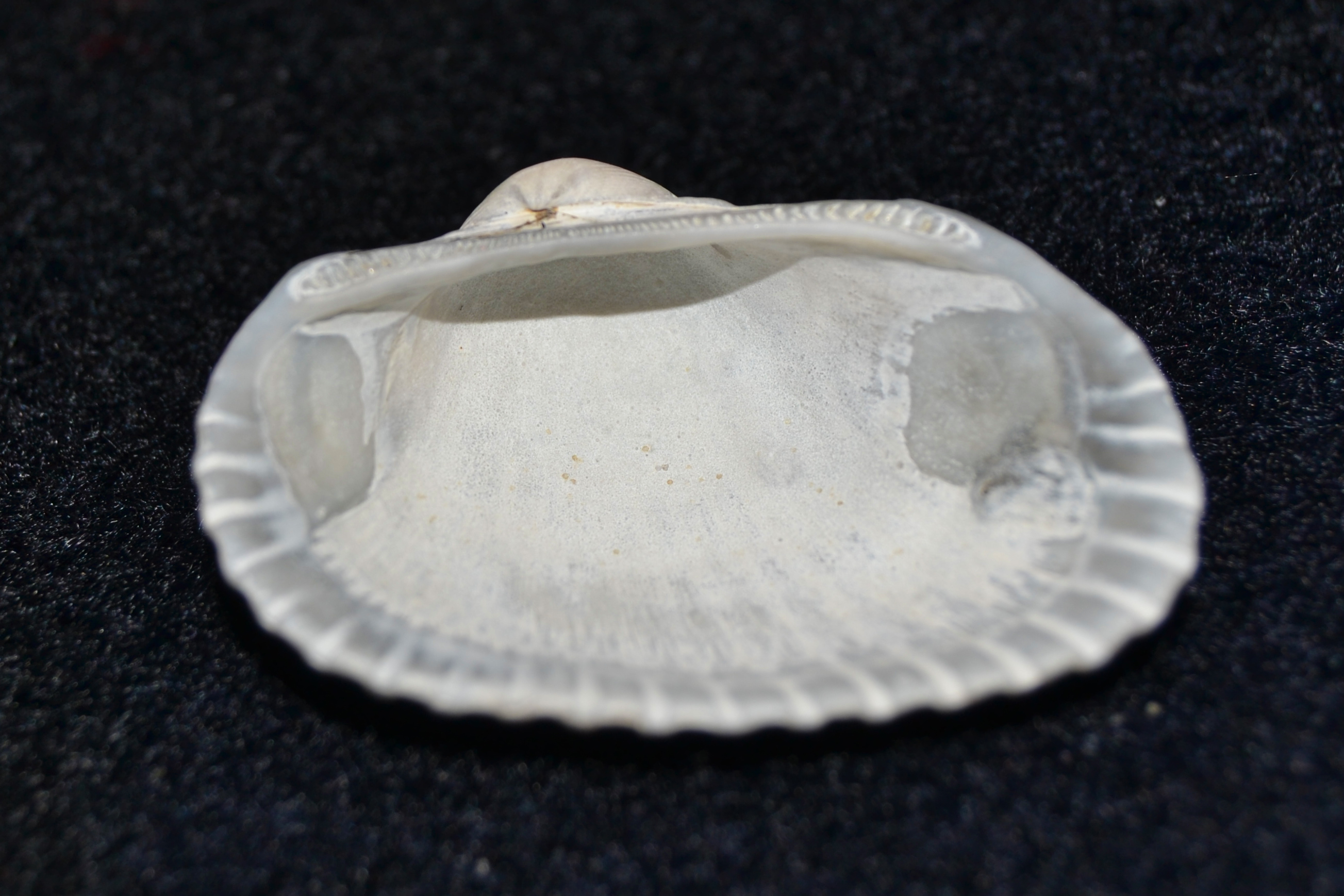
Anadara transversa Innenseite der rechten Klappe

Anadara transversa ist eine Muschel-Art aus der Familie der Archenmuscheln (Arcidae) in der Ordnung der Arcida. Die Art war ursprünglich nur an der amerikanischen Ostküste vom Golf von Maine bis in den Golf von Mexiko und die Karibik beheimatet. Sie wurde 1972 zum ersten Mal im Mittelmeer nachgewiesen, zunächst an der türkischen Westküste (bei Izmir), 1992 in Griechenland (Golf von Thessaloniki) und 2001 auch in der italienischen Adria. Allerdings wurde sie dort zuerst falsch bestimmt, erst später wurde die Identität mit Anadara transversa festgestellt.

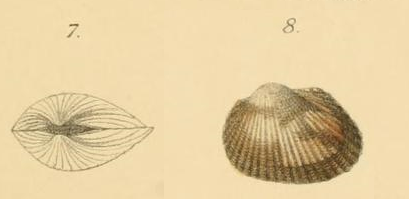
Anadara transversa (aus Kobelt 1891: Taf. 38, Fig. 7,8)

## Merkmale
Das etwas ungleichklappige, mäßig geblähte Gehäuse hat eine maximale Länge von 38,6 mm. Das Verhältnis von Länge zu Höhe zu Dicke beträgt (nach Kobelt): 23:17:13 mm. Die linke Klappe umschließt (bzw. steht über) die rechte Klappe. Es ist ungleichseitig mit den Wirbeln im vorderen Drittel des Gehäuses. Die Wirbel sind niedrig, breit und nach vorne eingerollt; sie berühren sich fast. Das Gehäuse ist im Umriss annähernd trapezoidal mit einem geraden Dorsalrand und einem ganz leicht gewölbten bis geraden Ventralrand; Dorsalrand und Ventralrand verlaufen jedoch nicht exakt parallel, sondern konvergieren leicht zum Vorderende hin. Der Hinterrand ist abgeflacht und fällt mit einem Winkel von grob 45° ab. Der Vorderrand ist stärker gerundet und fällt wesentlich steiler ab. Der hintere Dorsalrand ist wesentlich länger als der vordere Dorsalrand. Das Ligament ist dünn und erstreckt sich beiderseits des Wirbels in der Länge des Schlossrandes. Die Area ist lang und schmal und erstreckt sich über den gesamten Dorsalrand. Der Schlossrand ist unten sehr leicht gewölbt, oben gerade. Die zahlreichen Zähnchen werden nach außen hin etwas größer und divergieren stärker nach außen.
Die aragonitische Schale ist weißlich und vergleichsweise sehr dünn. Die Ornamentierung besteht aus 29 bis 35 radialen Rippen, die so breit sind oder auch geringfügig breiter als die Zwischenräume zwischen den Rippen. Die Rippen auf dem vorderen Gehäuseteil sind schmal und gekörnelt, sie werden zum hinteren Gehäuseteil hin etwas breiter und flacher. Das schuppige, oft zu Borsten ausgezogene, braune Periostracum ist meist nur noch an den Gehäuserändern vorhanden. Der innere Gehäuserand ist stark gekerbt.
Rechte und linke Klappe des gleichen Tieres:

Rechte Klappe
Linke Klappe

## Geographische Verbreitung, Lebensraum und Lebensweise
Das Verbreitungsgebiet von Anadara transversa zieht sich an der nordamerikanischen Ostküste vom Golf von Maine bis in den Golf von Mexiko und die Karibik. 1972 wurde sie zum ersten Mal im Mittelmeer nachgewiesen, zunächst an der türkischen Westküste bei Izmir. 1992 folgten Nachweise im Golf von Thessaloniki (Griechenland) und 2001 auch in Italien (Adria). 2008 wurde sie im Ionische Meer und im Golf von Neapel nachgewiesen. 2011 folgte ein Nachweis aus den Gewässern um Sardinien. 2012 wurde die Art auch in Kroatien gefunden. Eine zusammenfassende Darstellung der Nachweise in italienischen Gewässern ist in Stasolla et al. (2014) zu finden. 2016 erfolgte dann die Veröffentlichung des Erstnachweises der Art in der Biskaya.
Vermutlich wurden sie von Schiffen hierher verschleppt, da sie keinerlei kommerzielle Bedeutung haben und sicher nicht absichtlich hier angesiedelt wurden. In der Türkei ist das Vorkommen auf das Hafengebiet beschränkt; sie wurde dort in den Jahren nach 2000 nicht mehr nachgewiesen. Auch das Vorkommen im Golf von Thessaloniki ist abnehmend. In der italienischen Adria ist sie im nördlichen und mittleren Teil fest etabliert, während sie in der südlichen Adria auf einzelne kleine Vorkommen beschränkt ist.
Die Tiere leben sowohl auf steinigen Böden, sogar Hartgründen, wie auch in sandig-schlammigen Böden im flachen Wasser bis etwa 30 Meter Wassertiefe. Sie liegen hauptsächlich auf der rechten Klappe mit Byssus angeheftet auf der Oberfläche der Böden. Sie scheinen verschmutztes und aufgewühltes Wasser gut zu vertragen, wie das Vorkommen im Hafen von Ismir und dem Golf von Thessaloniki zeigt. Die Tiere sind Suspensionsfiltrierer.

## Taxonomie
Das Taxon wurde 1822 von Thomas Say als Arca transversa aufgestellt. Es wird heute ganz allgemein zu Anadara Gray, 1847 gestellt.
Die Exemplare aus dem Mittelmeer wurden zuerst als Arca amygdalum Philippi, 1847 identifiziert, eine Art, die in China beheimatet ist. Später stellte sich heraus, dass Arca amygdalum Philippi, 1847 durch Arca amygdalum Link, 1807 präokkupiert und damit ungültig war. Piani schlug deshalb den neuen Namen Scapharca demiri für Arca amygdalum Philippi, 1847 vor. Morello und Solustri verglichen die Art mit Anadara inaequivalvis (Bruguière, 1789). 2009 stellte sich heraus, dass die im Mittelmeer gefundenen Exemplare nicht mit Arca amygdalum Philippi, 1847 (= Scapharca demiri Piani, 1981 = Anadara demiri (Piani, 1981)) zu identifizieren sind, sondern mit Anadara transversa (Say, 1822).

## Anmerkung
1. ↑  In Zenetos et al. ist die Orientierung verwechselt. Entsprechend befinden sich bei diesem Text die Wirbel im hinteren Drittel und ist die rechte Klappe größer als die linke Klappe.